# Brixton (stacja metra)
Brixton – podziemna stacja metra w Londynie, położona w dzielnicy Lambeth, stanowiąca południowy kraniec Victoria Line. Znajduje się około 100 metrów od stacji kolejowej Brixton, stąd na mapach oznaczana jest jako dogodny punkt przesiadkowy. Przy stacji zatrzymuje się też wiele linii autobusowych, w tym linie nocne. Stacja została otwarta 23 lipca 1971 roku. W roku 2008 skorzystało z niej niespełna 21 milionów pasażerów. Należy do drugiej strefy biletowej.